# Seznam egiptovskih pisateljev
Seznam egiptovskih pisateljev.

## A
- Radwa Ashour

## C
- Andrée Chedid -

## H
- Mohammed Hussein Heikal
- Taha Hussein -

## K
- Badie' Khayri -

## M
- Nagib Mahfuz -

## N
- Moustafa Nouraldeen -

## T
- Mahmud Tajmur